# IC 2392
IC 2392 ist eine Spiralgalaxie vom Hubble-Typ S im Sternbild Krebs auf der Ekliptik. Sie ist schätzungsweise 275 Mio. Lichtjahre von der Milchstraße entfernt und hat einen Durchmesser von etwa 50.000 Lj. 

Im selben Himmelsareal befinden sich u. a. die Galaxien IC 2398, IC 2406, IC 2409.
Das Objekt wurde am 13. Januar 1901 von Max Wolf entdeckt.